# Korownica kremowa

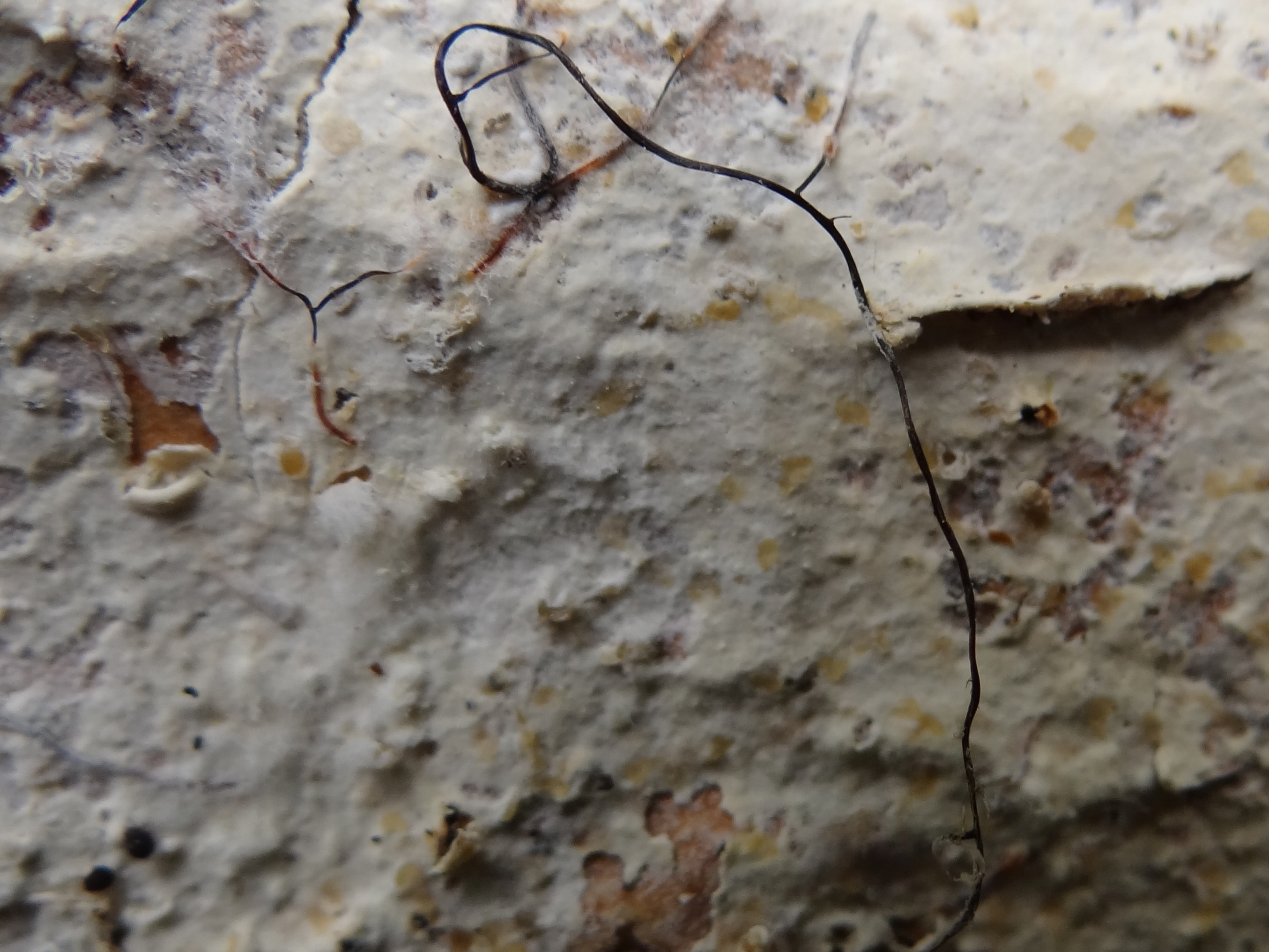

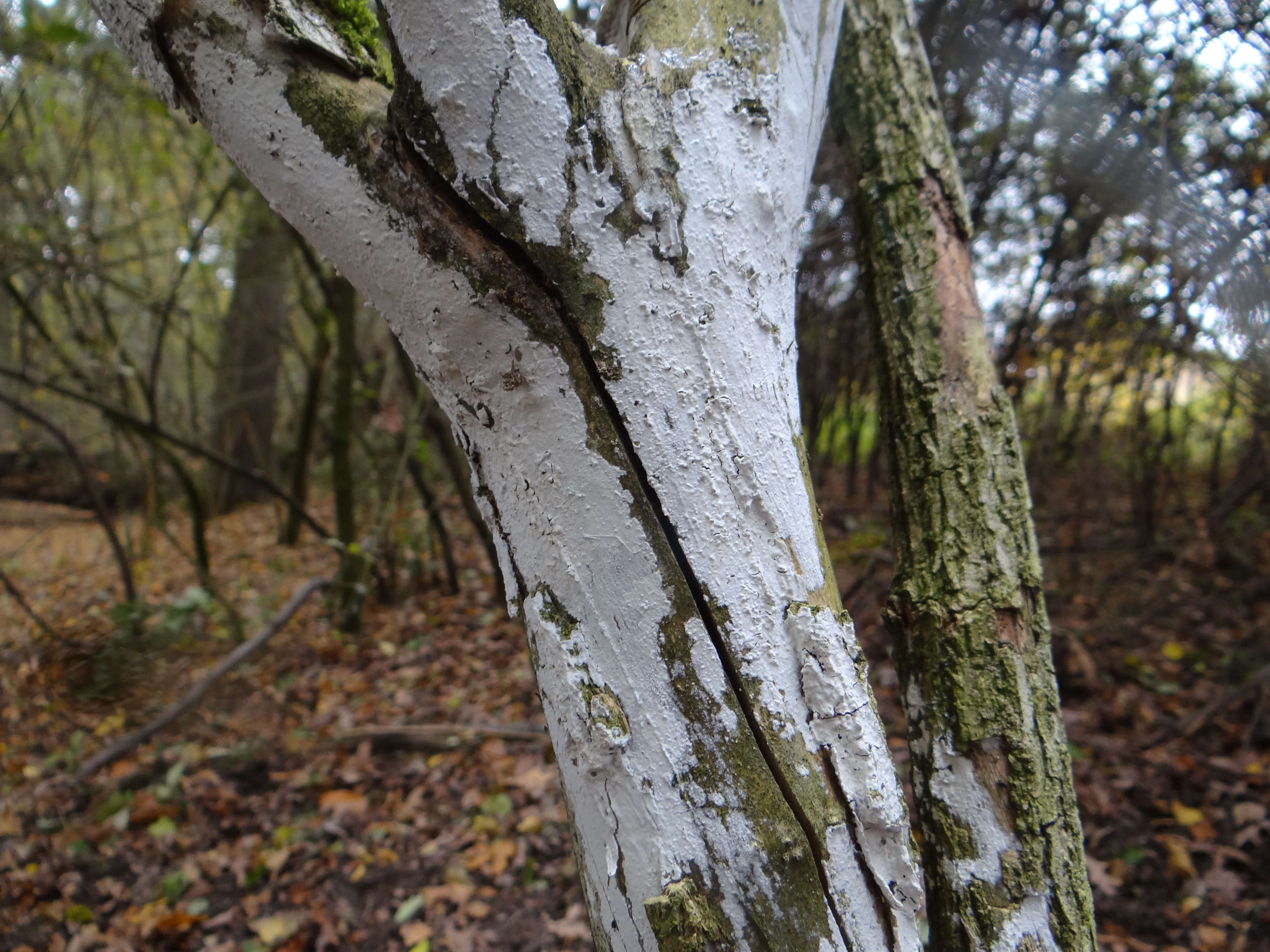

Korownica kremowa (Phanerochaete sordida (P. Karst.) J. Erikss. & Ryvarden) – gatunek grzybów należący do rodziny korownicowatych (Phanerochaetaceae).

## Systematyka i nazewnictwo
Pozycja w klasyfikacji według Index Fungorum: Phanerochaete, Phanerochaetaceae, Polyporales, Incertae sedis, Agaricomycetes, Agaricomycotina, Basidiomycota, Fungi.
Po raz pierwszy takson ten zdiagnozował w 1882 r. Petter Adolf Karsten, nadając mu nazwę Corticium sordidum. Obecną nazwę nadali mu w 1979 r. John Eriksson i Leif Ryvarden, przenosząc go do rodzaju Phanerochaete.
Ma 35 synonimów.
Polską nazwę zaproponował Władysław Wojewoda w 2003 r. W polskim piśmiennictwie mykologicznym gatunek ten opisywany był też jako korownica brudna i osnówka kremowa.

## Morfologia
Owocnik
Rozpostarty, ściśle przylegający do podłoża, błoniasty lub niemal skorupiasty, ciągły, bez pęknięć lub popękany. Ma grubość 0,2–0,5 mm i średnicę do kilkunastu cm, ale często sąsiednie owocniki zlewają się z sobą zajmując na podłożu duże powierzchnie. Powierzchnia owocnika gładka lub delikatnie aksamitna, początkowo biała, potem kremowa i stopniowo ciemniejąca do barwy od biało-żółtawej do brązowo-pomarańczowej. Obrzeże o szerokości do 1 mm, mączyste, cienkie, biało-żółtawe, regularne w zarysie, bez ryzomorfów. Dopiero pod mikroskopem można dostrzec, że jest strzępiaste.
Cechy mikroskopowe
System strzępkowy monomityczny. Strzępki o szerokości 5–7 μm ze ścianami początkowo bardzo cienkimi, u starszych okazów grubymi. Są bezbarwne, regularnie rozgałęziające się pod niemal prostym kątem. Złożone są z długich komórek oddzielonych prostymi przegrodami. Sprzążek często brak. Cystydy zróżnicowane pod względem kształtu i liczebności. Zazwyczaj są cylindryczne lub wrzecionowate i zwężające się ku wierzchołkowi. Mają przeważnie długość 60–70 μm i szerokość 6–10 μm, ale mogą osiągnąć długość do 120 μm lub więcej. Rzadko tylko rozgałęziają się, głównie w części wierzchołkowej. Są zazwyczaj inkrustowane, przy czym inkrustujące je kryształki występują w części środkowej lub wierzchołkowej. Kryształki te są bezbarwne lub żółtobrązowe. Podstawki wąsko zgrubiałe, 4–zarodnikowe, bez sprzążki w podstawie. Mają rozmiary 25–30 × 6–10 μm. Bazydiospory zazwyczaj o rozmiarach 5–7 × 2,5–3 μm, trafiają się dłuższe, ale w większości są krótsze od 6 um. Są wąsko elipsoidalne lub mniej więcej cylindryczne, cienkościenne, gładkie, nieamyloidalne.

## Występowanie i siedlisko
Korownica kremowa jest szeroko rozprzestrzeniona w Europie i Ameryce Południowej. Zanotowano występowanie także na Wyspach Kanaryjskich, w Maroku, w niektórych regionach Azji oraz na Nowej Zelandii. W Polsce jest raczej pospolita.
Występuje w lasach na powalonych i butwiejących drzewach i opadłych gałęziach, lub na obumarłych i stojących drzewach, zwłaszcza liściastych, rzadziej iglastych. W Polsce notowana na kasztanowcu, olszach, grabach, bukach, i dębach. Spotykana jest w różnego typu lasach, ale także w budynkach na drewnie i deskach znajdujących się w wilgotnych warunkach.
Na owocniku korownicy kremowej często pasożytuje grzyboniszczka korownicowa (Syzygospora pallida).